# Rosa Maria Fusco
Rosa Maria Fusco (Matera, 15 de junio de 1958) es una poetisa, ensayista, crítica literaria y profesora italiana, cuyo período de mayor actividad se sitúa entre el comienzo de los años 80 y finales de los 90.

## Biografía
Nació en Matera en 1953, pero se trasladó a Tursi, al sur de la región de Basilicata, donde ejerció como profesora de instituto.
Es una poetisa, escritora, ensayista y crítica literaria, cuyo nombre figura en numerosas antologías, tanto italianas como extranjeras. Asimismo, ha colaborado con diversas revistas y periódicos como Salvo Imprevisti, Lotta continua, Fronte popolare, Collettivo R, Dimensione, Duepiù, Nodi Perimetro y Stazione di posta.
Como operadora cultural, Fusco ha participado, conducido e ideado programas de televisión y radio, y ha firmado textos de programas radiofónicos y artículos en revistas. También ha escrito el ensayo literario Le lucane, i percorsi della scrittura femminile in Basilicata. 
Es una apasionada del arte moderno, por lo que organiza y presenta exposiciones. En junio de 1961, editó, junto con Giuseppe Settembrino, la publicación de las actas de la conferencia celebrada en Potenza sobre El taller poético, los poetas, el público y la poesía y Notas para la investigación sobre la pintura en la Basilicata.

## Poesías
- Gli Innamorati
- Il Mago
- Il matto
- Il mattino ha ancora galli
- La mia poesia è questa stanza
- La solitudine è un dono
- Non raccontatelo a noi
- Tutta la vita che perdo treni
- Tutto quello in cui affogo

## Publicaciones
- Le lucane i percorsi della scrittura femminile in Basilicata, R. Perrino
- I corpi e le parole, Centro di iniziativa culturale di Mezzano, Siena, 1980
- La luna delle ciliegie, Collettivo R, Florencia, 1985
- Acana/mente, Libria, Melfi, 1990
- Iris & peonie, Polistampa, Florencia, 1996